# Christian Fechner
Pour les articles homonymes, voir Fechner.
Christian Fechner, né le 26 juillet 1944 à Agen et mort le 25 novembre 2008 dans le 15e arrondissement de Paris,,, est un producteur, scénariste, réalisateur et prestidigitateur français. C'est le frère de Jean-Guy Fechner.
Historiquement, avec Alain Poiré, Alain Terzian, Alain Sarde, Alexandre Mnouchkine et Claude Berri, il est l'un des producteurs les plus prolifiques du cinéma français. Il produit quelques-uns des plus grands succès du cinéma français depuis les années 1970, le plus souvent des films comiques. Mais il produit aussi pour des réalisateurs au public plus restreint comme Jacques Rivette, Jacques Doillon, Bruno Nuytten ou Leos Carax. En 1979, parallèlement à sa carrière en plein essor de producteur de cinéma, il remporte le 1er Prix d’Invention et le 1er Prix de Grandes Illusions aux Championnats de monde de magie (FISM de Bruxelles).

## Biographie
Fils d'un aristocrate autrichien ayant fui l'Anschluss, Christian Fechner est au départ ventriloque prestidigitateur. Toutefois, remarquant des vedettes qui plaisent outre-Manche et qui n'ont pas de contrepartie francophone (Sonny and Cher, Donovan), il décide d'aller voir les responsables des disques Vogue avec des chanteurs se situant dans ce créneau inoccupé. Ses Sonny and Cher francophones sont Cédric et Cléo (Les fauves), et son Donovan un jeune chanteur rencontré jouant de la guitare dans les rues chaudes de Marseille : Antoine. Le succès qu'obtient ce dernier fait de Christian Fechner un homme riche. Sentant qu'Antoine ne restera pas toute sa vie dans le show-biz, il transforme les musiciens de celui-ci, les Problèmes, en un groupe dans le genre des Beatles et des Monkees qu'il nommera les Charlots. Comme leurs modèles, ces premiers font des chansons, puis des films.
En 1976, il reprend le cabaret l'Alcazar de Paris, il s'engage contre les assurances du cinéma pour que Louis de Funès puisse tourner à nouveau (celui-ci ayant été victime d'un double infarctus en mars 1975, et étant très affaibli). Il produit L'Aile ou la Cuisse, puis La Zizanie, L'Avare et enfin La Soupe aux choux en 1981.
La décennie 1980 est faste pour Christian Fechner qui produit les films avec les vedettes de l'époque : Jacques Villeret, Christian Clavier, Isabelle Adjani, Gérard Depardieu, Gérard Lanvin, Bernard Giraudeau, Thierry Lhermitte, Lino Ventura ou encore Anémone.
En 1982, voyant que Louis de Funès apprécie beaucoup le film Viens chez moi, j'habite chez une copine, il propose que celui-ci ait le rôle du « papy » dans l'adaptation cinématographique de Papy fait de la résistance. Malheureusement, De Funès meurt subitement le 27 janvier 1983, avant le début du tournage. Le film lui sera dédié.
La période des Charlots étant terminée et le règne de Louis de Funès ayant pris fin, Fechner se tourne alors vers la nouvelle équipe montante du cinéma, Le Splendid. Les Films Christian Fechner (FCF) produisent bon nombre des films de Patrice Leconte, dont Ma femme s'appelle reviens et Les Spécialistes.
Les années 1990 sont moins rentables. Christian Fechner produit plusieurs films qui auraient dû être de grands succès mais qui ne l'ont pas vraiment été, à l'image d'Un amour de sorcière, Tout doit disparaître ou encore Une chance sur deux, qui pourtant réunissait les mythiques Jean-Paul Belmondo et Alain Delon.
Sa passion pour la magie toujours intacte, il préside pour une année le Conservatoire national des arts de la magie et de l'illusion (CNAMI) et contribue à la création de la Maison de la magie, qui voit le jour en juin 1998. Le théâtre de magie qu'elle abrite porte son nom.
Si les années 2000 ne s'annoncent pas sous les meilleurs auspices, Christian Fechner remportera pourtant un vif succès en produisant le retour du Splendid, Les Bronzés 3 : Amis pour la vie attirent en effet plus de 10 millions de spectateurs.

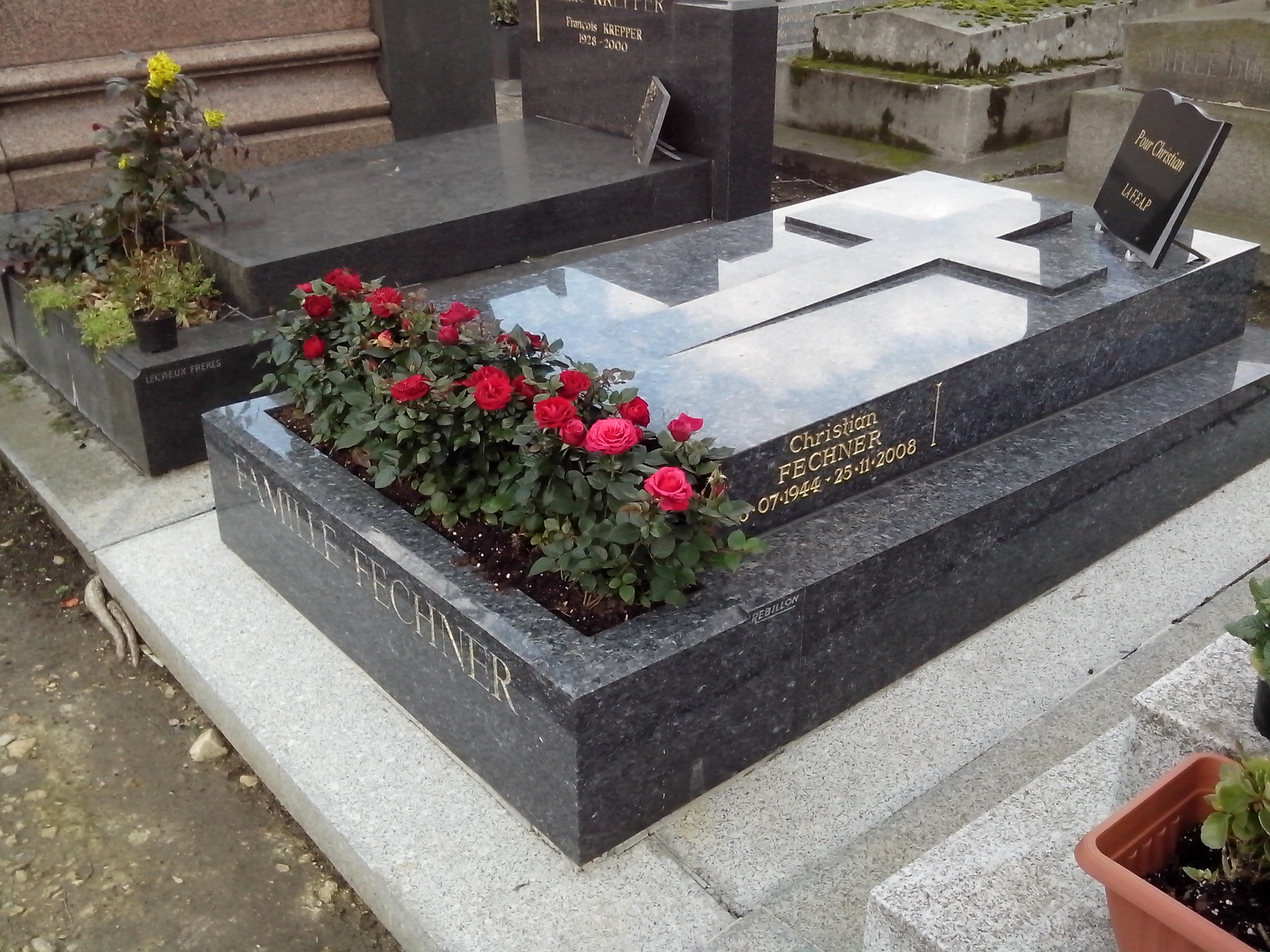
Tombe de Christian Fechner au cimetière du Père-Lachaise (division 61).

Christian Fechner est le père de la productrice Alexandra Fechner et de Maxime Fechner, fondateur de Kymerah. Sa première femme Elisabeth Fechner a longtemps dirigé le service Spectacles et Cinéma de l'hebdomadaire VSD.
Il meurt le 25 novembre 2008 des suites d'un cancer. Il est inhumé au cimetière du Père-Lachaise (division 61).

## Filmographie
(Producteur, sauf mention différente)

### Longs métrages
- 1971 : Les Bidasses en folie de Claude Zidi (+ caméo Le client du restaurant)
- 1972 : Les Fous du stade de Claude Zidi (+ caméo Le starter du marathon)
- 1972 : Les Charlots font l'Espagne de Jean Girault (+ caméo Un terroriste dans l'avion)
- 1973 : Le Grand Bazar de Claude Zidi (+ caméo Agent de sécurité opérant)
- 1973 : Je sais rien, mais je dirai tout de Pierre Richard
- 1973 : Les Quatre Charlots mousquetaires d'André Hunebelle
- 1973 : À nous quatre, Cardinal ! d'André Hunebelle
- 1974 : La moutarde me monte au nez de Claude Zidi
- 1974 : Les Bidasses s'en vont en guerre de Claude Zidi (+ caméo Un homme dans la foule)
- 1975 : Bons Baisers de Hong Kong d'Yvan Chiffre (+ scénario et caméo Spectateur à la corrida)
- 1975 : La Course à l'échalote de Claude Zidi
- 1975 : Un Sac de billes de Jacques Doillon
- 1976 : Calmos de Bertrand Blier
- 1976 : L'Aile ou la Cuisse de Claude Zidi
- 1977 : L'Animal de Claude Zidi
- 1978 : La Zizanie de Claude Zidi
- 1979 : Bête mais discipliné de Claude Zidi
- 1980 : L'Avare de Jean Girault et Louis de Funès
- 1980 : Viens chez moi, j'habite chez une copine de Patrice Leconte
- 1981 : La Soupe aux choux de Jean Girault
- 1982 : Ma femme s'appelle reviens de Patrice Leconte
- 1983 : Le Ruffian de José Giovanni
- 1983 : Circulez y'a rien à voir de Patrice Leconte
- 1983 : Papy fait de la résistance de Jean-Marie Poiré
- 1984 : Marche à l'ombre de Michel Blanc
- 1985 : Les Spécialistes de Patrice Leconte
- 1985 : Moi vouloir toi de Patrick Dewolf
- 1985 : Le Mariage du siècle de Philippe Galland
- 1986 : Les Frères Pétard d'Hervé Palud
- 1988 : Black Mic-Mac de Thomas Gilou
- 1988 : Mes meilleurs copains de Jean-Marie Poiré
- 1988 : Camille Claudel de Bruno Nuytten
- 1991 : La Gamine d'Hervé Palud
- 1991 : Les Amants du Pont-Neuf de Leos Carax
- 1992 : Justinien Trouvé ou le Bâtard de Dieu (+ réalisation et scénario)
- 1995 : Élisa de Jean Becker
- 1997 : Tout doit disparaître de Philippe Muyl
- 1997 : Un amour de sorcière de René Manzor
- 1998 : Une chance sur deux de Patrice Leconte
- 1999 : Les Enfants du marais de Jean Becker
- 1999 : La Fille sur le pont de Patrice Leconte
- 2001 : Un crime au paradis de Jean Becker
- 2001 : La Tour Montparnasse infernale de Charles Némès
- 2003 : Chouchou de Merzak Allouache
- 2004 : L'Incruste, fallait pas le laisser entrer ! de Alexandre Castagnetti et Corentin Julius
- 2005 : L'Antidote de Vincent de Brus
- 2006 : Les Bronzés 3 : Amis pour la vie de Patrice Leconte
- 2006 : L'Entente cordiale de Vincent de Brus
- 2007 : L'Auberge rouge de Gérard Krawczyk

### Séries télévisées
- 1988 : Sueurs froides divers réalisateurs
- 1988 : Palace de Jean-Michel Ribes
- 1989 : Lemmy come-back de Josée Dayan
- 1989 : David Lansky d'Hervé Palud

## Distinctions
- 1979 : 1er Prix en Grandes illusions au Championnat du monde des magiciens à Bruxelles
- 1979 : 1er Prix en Invention au Championnat du monde des magiciens à Bruxelles
- 1993 : Nomination au BAFTA du meilleur film non anglophone pour Les Amants du Pont-Neuf
- 2001 : Nomination au BAFTA du meilleur film non anglophone pour La Fille sur le pont

## Anecdotes
- Dans L'Animal (1977), film produit par Christian Fechner, Jean-Paul Belmondo interprète le double rôle d'un acteur et de sa doublure pour un film à grand budget. Le producteur de ce film, interprété par Julien Guiomar, se nomme Fechner, un clin d'œil à la fois au vrai producteur du vrai film, et en même temps un pastiche de l'habitude d'Hitchcock d'apparaître au contraire, lui, en personne dans ses films et comme simple figurant !
- Il apparaît en tant que figurant dans Les Bidasses en folie (un client dans la scène du restaurant) et dans Les Fous du stade.
- Christian Fechner avait toujours un cigare à la main mais il n'en fumait plus depuis des années. Il s'était expliqué à ce sujet dans l'émission Ombre et Lumière de Philippe Labro : sa fille ayant été gravement malade à une époque, il avait fait la promesse de ne plus jamais fumer si elle s'en sortait. Jusqu'à sa mort, il ne fuma plus mais avait toujours un cigare sur lui, pour en sentir l'arôme.
- Après avoir produit de nombreux longs métrages, Christian Fechner présente en 2006 La Voix son premier court métrage réalisé par Karine Dessale. C'est l'occasion de redécouvrir le chanteur Derek Martin, issu de l'âge d'or de la soul de Détroit. La bande originale est signée Léonard Lasry.